# Lauge Koch
Lauge Koch (Kærby, Kalundborg, 5 de julho de 1892 – Copenhague, 5 de junho de 1964) foi um geólogo e explorador do Ártico dinamarquês.
Koch acompanhou Knud Rasmussen em sua segunda expedição a Uummannaq, Groelândia (1916–1918) como geólogo e cartógrafo. Durante uma segunda expedição ao norte da Groelândia (1920–1923) confeccionou um mapa da costa da Groelândia. Em 1921 foi a primeira pessoa a pisar na ilha de Kaffeklubben.